# Il camorrista
Il camorrista is een Italiaanse misdaadfilm uit 1986 onder regie van Giuseppe Tornatore. De film is gebaseerd op de gelijknamige roman uit 1984 van de auteur Giuseppe Marrozzo.

## Verhaal
De Professor is een misdadiger in de gevangenis wordt opgesloten na de moord op een man die met zijn zus flirtte. In de gevangenis begint hij aan een steile klim op de ladder van de maffia. Meedogenloos laat hij al zijn tegenstanders vermoorden. Ook na zijn ontsnapping groeit hij verder door binnen de maffia. Niets schijnt de Professor te kunnen tegenhouden, totdat commissaris Iervolino zijn pad kruist.

## Rolverdeling
| Acteur             | Personage               |
| ------------------ | ----------------------- |
| Ben Gazzara        | De Professor            |
| Laura del Sol      | Rosaria                 |
| Lino Troisi        | O' Malacarne            |
| Leo Gullotta       | Commissaris Iervolino   |
| Nicola Di Pinto    | Alfredo Canale          |
| Maria Carta        | Moeder van de professor |
| Luciano Bartoli    | Ciro Parrella           |
| Franco Interlenghi | Don Saverio             |
| Marzio Onorato     | Salvatore               |
| Anita Zagaria      | Anna                    |